# ヨハン・ゲオルク4世 (ザクセン選帝侯)

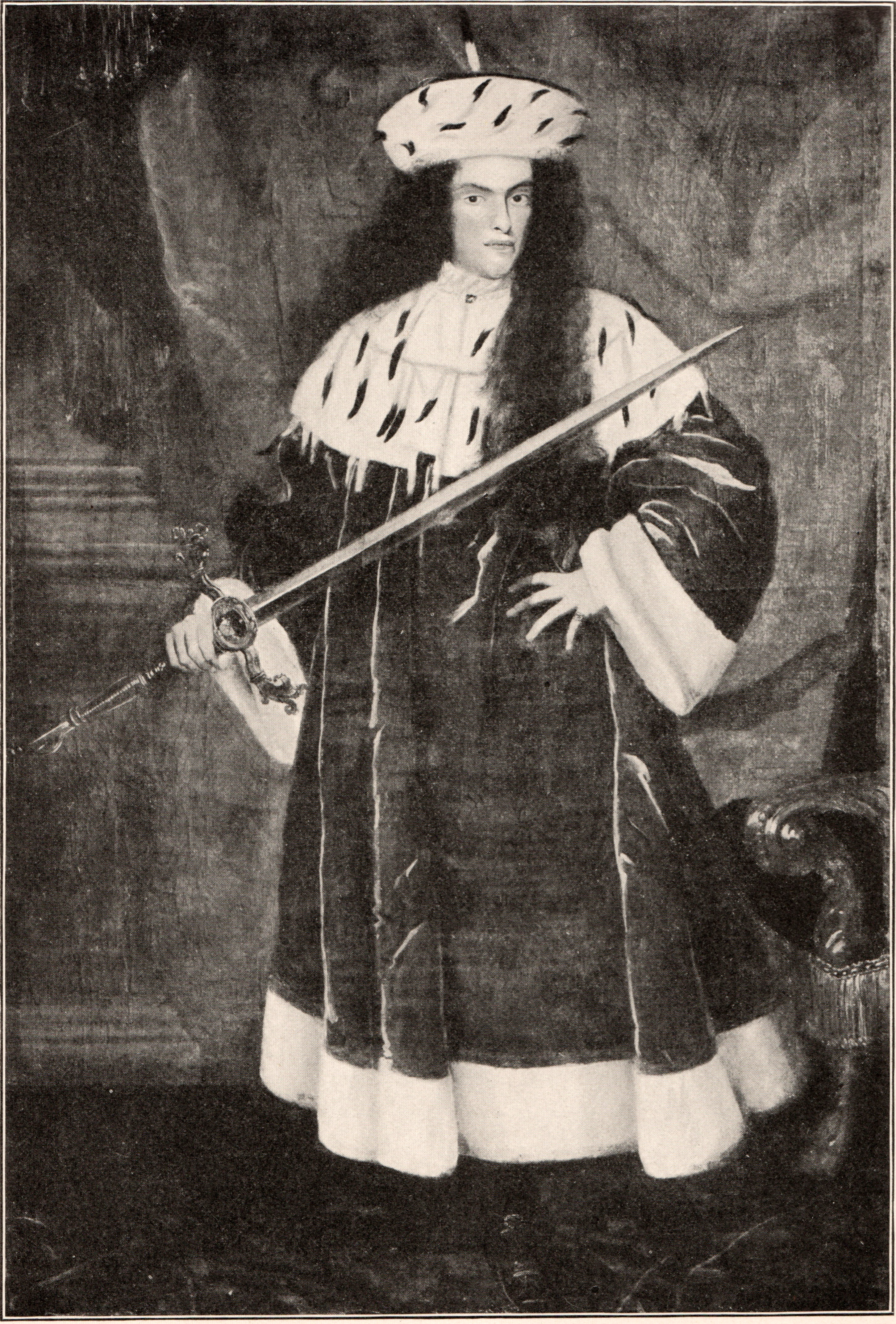
ヨハン・ゲオルク4世

ヨハン・ゲオルク4世（Johann Georg IV., 1668年10月18日 - 1694年4月27日）は、ザクセン選帝侯（在位：1691年 - 1694年）。ヨハン・ゲオルク3世の長男で、フリードリヒ・アウグスト1世（ポーランド王アウグスト2世）の兄。

## 人物
1668年10月18日、ヨハン・ゲオルク3世とその妃であったデンマーク王フレデリク3世の王女アンナ・ソフィーの間の長男としてドレスデンで生まれた。1692年4月17日にザクセン＝アイゼナハ公ヨハン・ゲオルク1世の娘エレオノーレ（ブランデンブルク＝アンスバッハ辺境伯ヨハン・フリードリヒの未亡人で、イギリス王兼ハノーファー選帝侯ジョージ2世妃キャロラインの母）とライプツィヒで結婚したが、彼女は1692年、1693年に続けて流産し、子供は生まれなかった。
1691年に父の死去によって選帝侯となったヨハン・ゲオルク4世は、大臣であったハンス・アダム・フォン・ショーニング（Hans Adam von Schoning, 1641年 - 1696年）の助言に従い、ブランデンブルク選帝侯フリードリヒ3世（後のプロイセン王フリードリヒ1世）との同盟を強化し、神聖ローマ皇帝レオポルト1世からの独立志向を強めた。しかしこれはレオポルト1世との対立を招き、1692年7月にショーニングは皇帝軍によって捕らえられた。ヨハン・ゲオルク4世はショーニングを解放させることはできなかったが、レオポルト1世はヨハン・ゲオルク4世と和解することに成功した。
1694年4月27日にヨハン・ゲオルク4世は天然痘のためドレスデンで急死し、選帝侯位は弟のフリードリヒ・アウグスト1世が嗣いだ。

## 逸話
ヨハン・ゲオルク4世には、自身の即位後に公表し、1693年にロホリッツ伯爵に叙した愛人マグダレーナ・ジビュレ・フォン・ナイトシュッツ夫人（Magdalene Sibylle von Neidschutz, ? - 1694年）がいる。
マグダレーナは、実は父ゲオルク3世と愛妾ウルズラ・フォン・ハウクヴィッツとの間に生まれたゲオルク4世の異母妹だとされ、両親は二人を別れさせようとしていたという。彼女との間には、ヴィルヘルミーネ・マリアという娘が生まれている。マグダレーナは1694年に天然痘で死亡し、その後1月も待たずヨハン・ゲオルク4世も天然痘で死去している。二人の遺児ヴィルヘルミーネ・マリアは、フリードリヒ・アウグスト1世によって養育された。